# Storhagen (naturreservat)
Storhagen är ett naturreservat i Othems socken i Region Gotland på Gotland.
Området är naturskyddat sedan 2004 och är 26 hektar stort. Reservatet omfattar barrskog i öster och lövskog i väster som varit ängs- och betesmark. 